# Famille Macintosh II

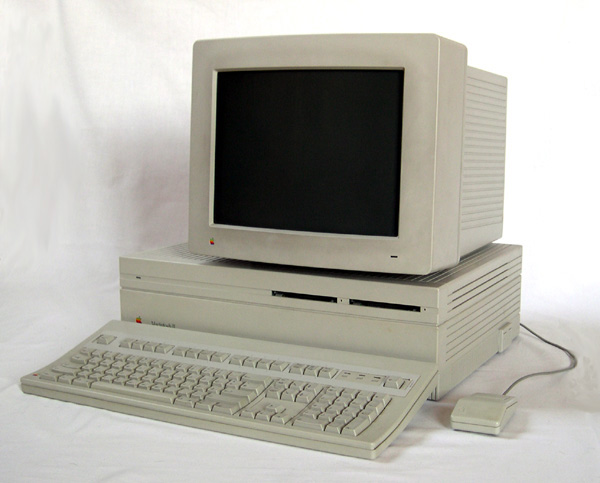
Mac II avec écran.

Les Macintosh II constituent la seconde génération de Macintosh, commercialisés par entre 1987 et 1993. Ils sont dotés de processeurs Motorola 68020 ou 68030, plus puissants que les 68000 des premiers Macintosh. Contrairement à ceux-ci, ils sont dans des boîtiers au format bureau (et non plus tout-en-un), ce qui les rend bien plus évolutif. Haut de gamme à leur lancement, ils furent relégués en milieu de gamme lors de la sortie des Macintosh Quadra (fin 1991) dotés comme leur nom l'indique de processeurs 68040.